# Marathon van Wenen 2013

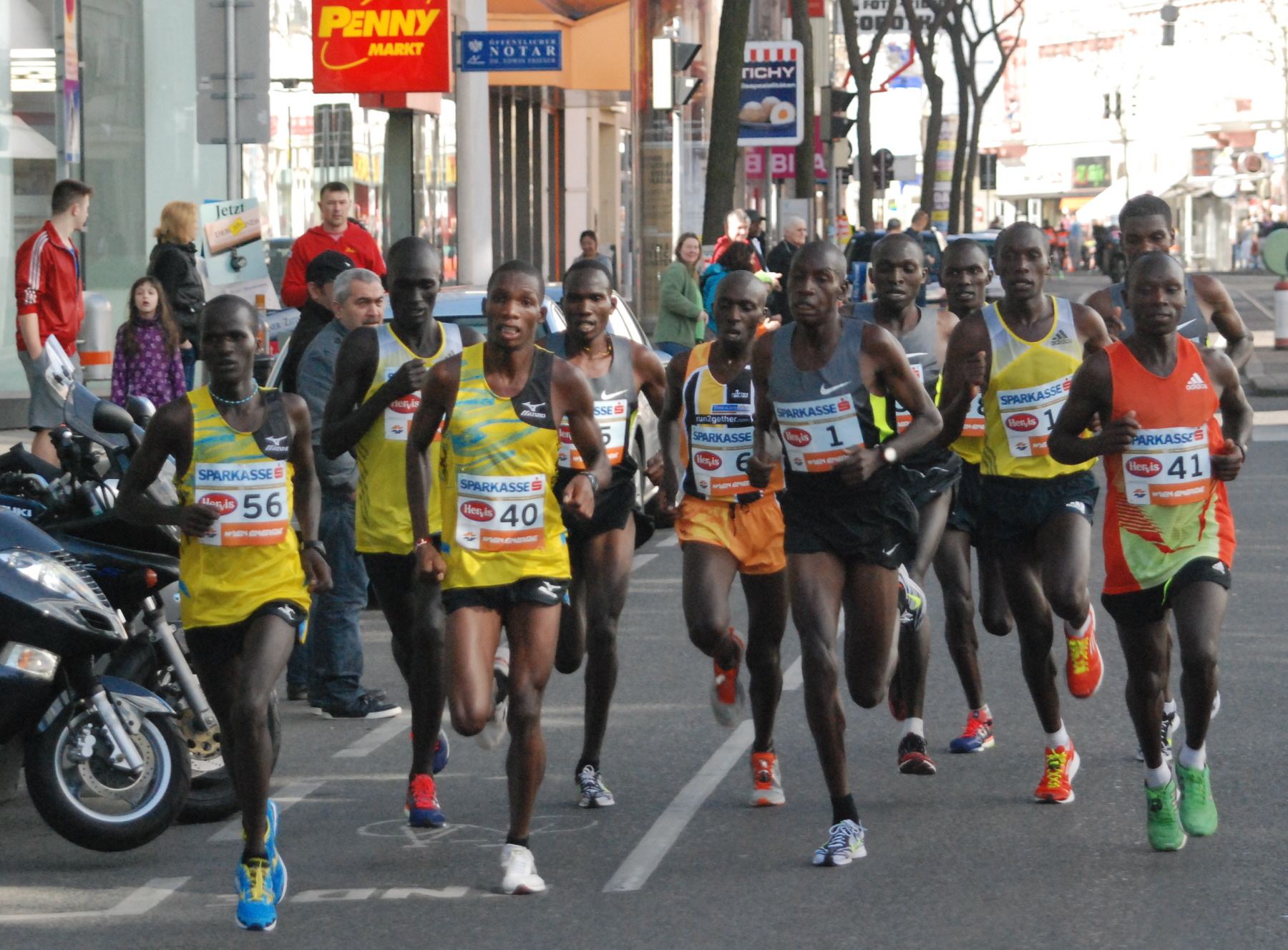
Kopgroep in de wedstrijd met Kipsang, Kipchirchir, Sugut, Kimeli

De marathon in Wenen 2013 werd gehouden op zaterdag 13 april 2013	in Wenen. Het was de dertigste editie van deze marathon. Het evenement kende twee wedstrijden, te weten: een marathon (hoofdafstand) en een halve marathon.
Bij de mannen werd de marathon gewonnen door de Keniaan Henry Sugut. Dit was zijn derde overwinning, want hij won eerder in 2010 en 2012. Met een tijd van 2:08.19 bleef hij zijn landgenoten Solomon Kiptoo (2:08.34) en Geoffrey Ndugu (2:08.42) voor. Bij de vrouwen was het de 30-jarige Keniaanse Flomena Cheych die de dienst uitmaakte en finishte in 2:24.34. Zij had hierbij een zeer grote voorsprong op de nummer twee Meskerem Assefa uit Ethiopië. Zowel de mannen als de vrouwen slaagden er niet in om het parcoursrecord te verbeteren.
In totaal namen 41.326 hardlopers deel aan het evenement, waarvan 10.588 marathonlopers. Hiervan finishten er 5.888, waarvan 1.019 vrouwen. De halve marathon werd gewonnen door de Ethiopiër Haile Gebrselassie, voor de derde keer op rij. Ditmaal finishte hij in 1:01.14.

## Marathon
Mannen
| rang | naam                 | land | tijd    |
| ---- | -------------------- | ---- | ------- |
| 1    | Henry Sugut          | KEN  | 2:08.19 |
| 2    | Solomon Kiptoo       | KEN  | 2:08.34 |
| 3    | Geoffrey Ndugu       | KEN  | 2:08.42 |
| 4    | Gilbert Yegon        | KEN  | 2:10.40 |
| 5    | Josphat Kamzee       | KEN  | 2:10.49 |
| 6    | Edeo Mamo            | ETH  | 2:11.54 |
| 7    | Ishmael Bushendich   | KEN  | 2:12.30 |
| 8    | Luke Kibet           | KEN  | 2:15.16 |
| 9    | Valerijs Zolnerovics | LAT  | 2:15.55 |
| 10   | Vince Kiplagat-Mitei | KEN  | 2:18.46 |
| 11   | Artem Kuftyrev       | RUS  | 2:18.52 |
| 12   | Aleksej Sokolov      | RUS  | 2:19.05 |
| 13   | Sergio Silva         | BRA  | 2:20.22 |
| 14   | Oleg Marusin         | RUS  | 2:23.27 |

Vrouwen
| rang | naam                 | land | tijd    |
| ---- | -------------------- | ---- | ------- |
| 1    | Flomena Cheych       | KEN  | 2:24.34 |
| 2    | Meskerem Assefa      | ETH  | 2:31.18 |
| 3    | Eyerusalem Kuma      | ETH  | 2:32.24 |
| 4    | Emily Samoei         | KEN  | 2:32.48 |
| 5    | Nonata Da Silva Cruz | BRA  | 2:35.48 |
| 6    | Michele Chagas       | BRA  | 2:38.59 |
| 7    | Rosa Godoy           | ARG  | 2:48.59 |
| 8    | Nikolina Sustic      | CRO  | 2:53.44 |
| 9    | Silvie Tramoy        | FRA  | 2:55.02 |
| 10   | Lilian Danci         | ROU  | 2:56.26 |

## Halve marathon
Mannen
| rang | naam               | land | tijd    |
| ---- | ------------------ | ---- | ------- |
| 1    | Haile Gebrselassie | ETH  | 1:01.14 |
| 2    | Hosea Kipkemboi    | KEN  | 1:02.01 |
| 3    | Mekuant Ayenew     | ETH  | 1:02.21 |

Vrouwen
| rang | naam                | land | tijd    |
| ---- | ------------------- | ---- | ------- |
| 1    | Tanith Maxwell      | RSA  | 1:17.17 |
| 2    | Birgit Steinwandter | ITA  | 1:22.03 |
| 3    | Lene Hjelmsø        | DEN  | 1:22.38 |

1984 ·
1985 ·
1986 ·
1987 ·
1988 ·
1989 ·
1990 ·
1991 ·
1992 ·
1993 ·
1994 ·
1995 ·
1996 ·
1997 ·
1998 ·
1999 ·
2000 ·
2001 ·
2002 ·
2003 ·
2004 ·
2005 ·
2006 ·
2007 ·
2008 ·
2009 ·
2010 ·
2011 · 
2012 ·
2013 ·
2014 ·
2015 ·
2016 ·
2017 ·
2018 ·
2019 ·
2020 ·
2021 ·
2022 ·
2023 ·
2024